# Kaiensar
Kaiensar - Каенсар (rus) - és un poble de la República del Tatarstan, a Rússia. El 2010 tenia 61 habitants. Només hi ha un carrer al poble (carrer Tatarstan)